# 陈叔虞
陳叔虞（572年—7世纪），南北朝陳朝武昌王，字子安，陳宣帝陈頊第十九子。

## 母
王修华，陳宣帝的妃嫔，陳宣帝即位后，封为修华。

## 生平
太建十四年（582年）正月廿七辛未日，陳后主即位，立陳叔虞为武昌王，師事陸從宜。不久为壮武将军，置佐史。祯明三年（589年），陈朝灭亡，陳叔虞入隋。大业年间为高苑县令。